# Émile Bockstael
Pour les articles homonymes, voir Bockstael.
Émile Eloi Bockstael, né à Mons le 30 novembre 1838 et mort à Laeken le 26 février 1920, est un homme politique libéral bruxellois. Il fut en particulier le dernier bourgmestre de Laeken avant son rattachement à la ville de Bruxelles.

## Biographie
Émile Eloi Bockstael est né le 30 novembre 1838 à Mons.
Ingénieur de formation, Émile Bockstael est élu conseiller communal à Laeken en 1872 et est nommé échevin de l'enseignement. Il est nommé bourgmestre en 1877 et occupera ce poste jusqu'à sa mort en 1920. Combinant ses idées urbanistiques à celles du roi Léopold II, qui habitait également la commune et auquel il ressemblait physiquement très fort, il a fortement transformé la commune. La proximité de la fusion fit qu'aucun bourgmestre ne fut nommé entre-temps.
Bockstael appartenait au parti libéral et fut cofondateur de différentes œuvres caritatives.
En 1878, il devient membre de la franc-maçonnerie dans la loge Les Amis Philanthropes.
Dans les années 1870, pour répondre au manque de place au cimetière de Molenbeek-Saint-Jean, Bockstael imagine le principe des galeries funéraires où les tombes sont juxtaposées sur plusieurs centaines de mètres, mais aussi superposées. En sa qualité d'ingénieur, il supervisera lui-même la construction de pareilles galeries au cimetière de Laeken en 1879. Elles sont aujourd'hui classées.
Il épouse Marie Joséphine Waelkens le 19 septembre 1866 à Laeken. Le couple aura trois enfants : Émile Edmond Jean (né à Bruxelles 7 juin 1869), Anna Blanche Louise Marie Henriette (née à Laeken, le 13 décembre 1870), Henri Jean Jacques Oscar (né à Laeken le 3 juin 1889).
Émile Bockstael est enterré au cimetière de Laeken où sa sépulture a été réalisée par Ernest Salu.

## Hommages
- Son nom a été donné à un important boulevard de la commune, à un athénée (rue Reper-Vreven) ainsi qu'à la place communale et à la station de métro et la gare qui s'y trouvent.
- Pierre Theunis a réalisé un buste qui est exposé dans l'ancienne maison communale de Laeken (place Émile Bockstael).
- Ernest Salu, Jean Rombaux (arch.), Fontaine Bockstael, composée d'un buste en marbre blanc et 3 stèles de pierre bleue et deux mascarons en tête de lion en guise de déversoirs, 1929-1932, Laeken, square Princesse Clémentine[6].

## Sources
- Advocaat Vandermeeren, In memoriam Emile Bockstael.
- Lucy Peelaert, La représentation maçonnique dans les noms de rues de Bruxelles, Bruxelles, 1982.